# الميثاق الوطني (تركيا)
الميثاق الوطني (بالتركية العثمانية: Misak-ı Millî ميثاق ملى) (معناه بلغة تركية حاليا اليمين الوطني والتذكار الوطني) وهو اسم لدستور معروف مكون من ست بنود كونه دستور رسمي سياسي لحرب الاستقلال التركية. تمت الموافقة باتحاد العضوية في 28 يناير من قبل مجلس المبعوثان العثماني الاخير الذي عقد في اسطنبول وأعلنت الجمهورية في 17 فبراير. وقد يلاحظ انه يحتوي على الحد الأدنى من شروط السلام التي وافقت عليها تركيا في معاهدة السلام التي ستنتهي بها الحرب العالمية الأولى. ومن بين القرارات التي خرجت من الاجتماع وخاصة اعتماد الميثاق الوطني (التذكار الوطني) الذي أعد من قبل مصطفى كمال أتاتورك مسبقا في جلسة سرية بجهود مكثفة لنواب أعضاء جمعية قانون الدفاع 28 يناير 1920 ويلاحظ أنه تم اعتماده باسم بيان نامه العهد الوطني ولكن بعد ذلك أطلق عليه الميثاق الوطني. وكلا التصريحين يعني أيضا اليمين الوطني.وشكلت حدود تركيا وفقا لمبادئ الميثاق الوطني الي حد كبير.

## المفاوضات التي عقدت من أجل التعميم

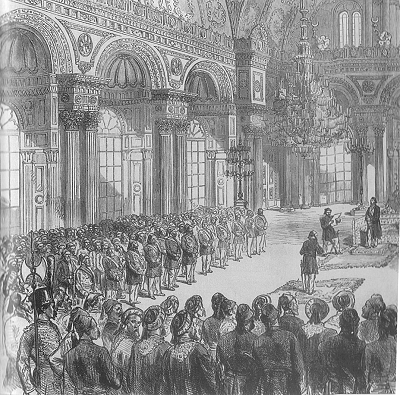
البرلمان العثماني الاول 1877 - الصورة عبر صحيفة اخبار لندنن

شكلت الخطوط الرئيسيه للميثاق الوطني في كونغرس ارضروم بتاريخ 22 يوليو - 7 اغسطس 1919 وكونغرس سيواس 4 -11 سبتمبر 1919، وقد اتخذت الحكومة العثمانية وقتها بناءا علي مطالب كونغرس سيفاس قرار الانتخابات العامه في 11 سبتمبر. وفي الانتخابات التي اقيمت في شهر نوفمبر فاز الأعضاء المرشحين بجمعيه قانون الدفاع في كل محافظات الأناضول. وقد تناقش المرشحين الذين تم اختيارهم مع أعضاء ممثلي الوفد ومصطفى كمال أتاتورك الذي سياتي الي أنقرة بمجموعات مكونه من اثنين وثلاثه أشخاص خلال الأيام الأولي من شهر ديسمبر وشهر يناير 1920. ويلاحظ أنه تم الانتهاء من وضع دستور في المناقشات. وتم إرسال الدستور الموقع عليه من قبل أعضاء ممثلي الوفد الي اسطنبول بواسطه سامي بك خسرو الطربزون جردا . وقد بحث المجلس الذي بدا بالاعمال في اسطنبول في 12 يناير 1920 القضية المقرره بعد اختيار الهيئة الاداريه علي الفور وتمت الموافقة علي ان يكون «العهد الوطني لبيان نامه» في الجلسة المغلقه التي عقدت في 18 يناير. وبناءا علي اقتراح شرف بك مبعوث ادرنا في 12 فبراير تم تقرير بيان نامه للبرلمان والصحافة لكل العالم.
وُجد بعض البنود التي لم يتوصل لها بوضوح حتي الآن متعلقه بشان اعتماد بيان نامه ونشره. وقبل كل شئ لا يوجد محاضر في مجلس المبعوثان النص الاصلي والمفاوضات المتعلقه ببيان نامه.وفي هذه الحالة ان بيان نامه ليست جلسه رسميه واثار احتمال اعتمادها في مجموعه فلاح الوطن التي غطت مايقرب علي جميع اعضاء الجمعية «وهي مجموعه الجمعية التي تكونت من قبل الاعضاء التابعين للنضال الوطني في مجلس المبعوثان العثماني الذي عقد في 1920 وقد احضر رؤوف بك» اورباي «لرئاسه الجمعية» وقد ادعي السير هوراج رامبولد سفير المملكة المتحده ان إجراء مراقبه يجعل شكوك في صلاحيه المعاهدة قائلا«لا يوجد لائحه موقعه نشرت». بالاضافه ال ذلك يوجد اختلافات بين دستور الست بنود الذي تم اعتماده في اسطنبول بدستور الثمان بنود الذي اعد في انقره. وتم رفع المادة المتعلقه بمعاقبه مذنبي الحرب الموجوده في نص انقره من النص النهائي. وتك الاتفاق في اسطنبول علي موضوع «حدود الهدنة» وتجزئه قضايا الشعوب الاسلاميه المكتوبه في بندين منفصلين في دستور انقره.كما تمك رفع بيان الدفاع عن عصبه الامم في البند الاخير الذي تم الإعلان عنه في اسطانبول. وكان البند الأول أكثر غموضاواهميه.حينما تم التأكيد على أن الأغلبية الإسلامية العثمانية الذين يعيشون داخل الحدود التي تم تحديدها عبر (هدنة مودروس) التي كتب نصها في أنقرة بأنهم جزءاً لا يتجزأ، فوفقاً لبعض المصادر فإن هذا التعبير قد تم تعديله في اسطنبول ليشمل الأغلبية الإسلامية العثمانية التي تعيش داخل وخارج معالم الاتفاقية.ان الميثاق القومى الذي كان قد نشر يوجد في قسم من النصوص وفي خارجها أيضا اما القسم الآخر فلا يوجد فيهكما ان عدم المعرفة تلك الموجوده في مساله الحدود المكونه للشريان الحي للميثاق القومى فهى ما يلفت الانتباه.

## احياءه من جديد
يعمل المسؤولون الأتراك الحديثَ عن الميثاق الملي علناً، لأنّها كانت رافعة وصولهم للسلطة، بعدما تمّت أدلجة التاريخ العثماني واعتباره الأساسَ التاريخيّ المتين للأتراك، وأنّها كانت إمبراطوريةً مترامية الأطرافِ، وبضعفها ولدت الجمهورية التركيّة لتكونَ شكل من الاختزالِ والتقزيم، وتكرر الحديثُ عن مشروعٍ عثمانّي بالمنطقة السياسي التركي ورئيس تركيا السابق عبد الله غول أ عام 1992، وقال “أرى أنَّ هذه النقاشات حول المفاهيم، مثل الجمهورية الثانية أو العثمانيّة الجديدة، صحيّة جداً”. في عام 1996، كان أحمد داوود أوغلو أستاذ جامعة، حين كتب مقالاً في صحيفة شفق قال فيه: “في أساسِ المشكلاتِ الأهم في السياسةِ الخارجيّة التركيّة هو الفشل في الانسجام مع الإرثِ العثمانيّ من أجل تشكيل أرضيّة سياسيّة خارجيّة ملائمة لرصد سياسات جديدة”.
عام 2009 أصبح أحمد داوود أوغلو وزير الخارجيّة، وقال: “نحن لنا إرث باقٍ من العهد العثمانيّ؛ يقولون عثمانيّة جديدة، نعم نحن العثمانيون الجُدد، نحن يتحتّم علينا الاهتمام بدول منطقتنا كما الاهتمام بدول شمال أفريقيا”.
عام 2010 حينما كان احمد داوود أوغلو وزيراً للخارجيّة، قال: “إنكلترا زعيمة لكومنولث إنكليزيّ من مستعمراتها السابقة، لماذا لا تقيمُ تركيا من جديدٍ زعامةً في الأراضي العثمانيّة السابقة في البلقان والشرق الأوسط وآسيا الوسطى”.
عام 2019، تحدث وزير الداخليّةِ التركيّ سليمان صويلو في مقابلة تلفزيونيّة عن منطقة الميثاقِ الملّي في معرضِ حديثه عن اللاجئين السوريين في تركيا وعن الأزمةِ السوريّة، فقال: “إنّ 62% من اللاجئين السوريين في تركيا جاؤوا من أراضي حدود الميثاق المليّ. وفي معركة جناق قلعه سقط 1102 شهيد من سوريا. ومنذ عام 2011 قدّمت تلك الأراضي من أجل بلادهم 71 ألفاً و923 شهيد، ولا يمكن بعد هذا أن نقول ما الذي يفعلونه هنا”.
عام 2019 قال الناطق باسم الرئاسة التركيّة، إبراهيم قالين: “إنَّ الذي يعرف تاريخَ تركيا الحديث جيداً يدركُ بوضوحٍ وبدقةٍ أنَّ أمنَ تركيا يبدأ من خلف حدود الميثاق الملّيّ، ونحن يتحتم علينا أن نرسمَ خطاً أكثر اتساعاً لحزامنا الأمنيّ؛ لذلك نحن نهتم بليبيا”. في لقاء أخر في نقص العام صرح لصحيفة يني شفق: “في عصر العولمة يبدأ الأمن القوميّ التركيّ من وراء حدود الميثاق الملّيّ، قد تبدو ليبيا بعيدة؛ والقول إنَّ أي شأن في ليبيا يعكسُ نظرة ضيّقة للغير”.

### تصريحات أردوغان
عام 2011 صرح رجب طيب أردوغان حيث كان رئيس الوزراء: “سوريا ليست مسألة خارجيّة بل نراها شأناً داخليّاً تركيّاً”. ثم عام 2012 قال أردوغان ايضا: “يسألوننا عن أسباب انشغالنا بسوريا؛ الجواب بسيط للغاية، لأنّنا بلد تأسس على بقية الدولة العثمانيّة العليّة، نحن أحفاد السلاجقة، نحن أحفاد العثمانيين، نحن على امتداد التاريخ أحفاد أجدادنا الذين ناضلوا”.
عام 2016 صرح أردوغان: “إذ نعيش الأحداث في سوريا والعراق، فإنَّ الجيل الجديد يجب أن يعرفَ جيّداً شيئاً؛ عجباً ما هو الميثاق الملّي، يجب أن نعرف هذا جيداً، إذا درسنا “الميثاق الملّي” وإذا فهمنا الميثاق الملّي فإننا نفهم جيّداً مسؤوليتنا في سوريا والعراق، وإذا كنّا نقول علينا مسؤوليّة في الموصل، فمن أجل ذلك علينا أن نكون على الطاولة وفي الميدان .... لم نستطع أن نحميَ ميثاقنا الملّي. إذا تأملنا جيداً في التطورات في سوريا والعراق هناك شيء أريد أن أقوله، نحن يتحتم علينا أن نكون من جديد أصحاب الميثاق الملّي”.
عام 2018 قال أردوغان: “إنّ شمال سوريا كان ضمن حدود الميثاق الملّي، ولن نسمح بقيام كيان إرهابيّ هناك»”. وفي 24/1/2018 قال: “لا تنسوا حساسيتنا تجاه حدود الميثاق الملّيّ. حدودُ الميثاق هي حيث يوجد الآن الإرهاب في شمال سوريا وشمال العراق”.
ايضا عام 2018 صرح أردوغان إلى صحفيين أتراك: “نحن لا نعترفُ بالنظام السوريّ ونحن لا نعترف بالدولة السوريّة. إذا كانت بعض القوى تقول إنّها في سوريا بناءً لدعوةِ النظام فنحن هناك بناءً لدعوةِ الشعب السوري، وفي إدلب لا يحملُ الناس الأعلام الروسيّة ولا الأمريكيّة بل التركية”.

### الانتخابات الرئاسية 2023
مطلع شباط 2020 انتقد زعيم حزب الشعب الجمهوري كمال كيليتشدار أوغلو وجود تركيا في سوريا بعد سقوط 16 قتيل في إدلب قائلا: “أي شأن لنا هناك؟” فرد عليه أردوغان في 5 شباط رابطاً الوجود التركيّ في سوريا بحدود الميثاق الملّي ويقول: «هل يعرف كيليتشدار أوغلو أن توقيعَ مصطفى كمال موجودٌ على الميثاقِ الملّي”.

## روابط خارجية
- «الميثاق الملي»... الخريطة التي يهدد أردوغان باستعادتها في 2023| ضبط استنادي | - دائرة المعارف الإسلامية التركية (TDVIA) |